# Jesuitenstation Hilpoltstein
Die Jesuitenstation Hilpoltstein war im 17. Jahrhundert eine Niederlassung des Jesuitenordens in Hilpoltstein  (Bistum Eichstätt).

## Geschichte
Hilpoltstein wurde 1505 dem neu gegründeten Fürstentum Pfalz-Neuburg angegliedert. 1542 wurde Hilpoltstein zusammen mit Heideck und Allersberg von Pfalzgraf Ottheinrich an die Freie Reichsstadt Nürnberg verpfändet; bald darauf führte man die Reformation ein. 1543 säkularisierte Ottheinrich das 1372 von den Herren von Stein gestiftete adelige Kollegialstift an der Hilpoltsteiner Pfarrkirche St. Johannes der Täufer. 1578 löste das Pfalzgrafentum seine drei an Nürnberg verpfändeten Ämter wieder aus.
Nachdem der evangelische Kurfürst von der Pfalz, Friedrich V., 1622 seine Erblande verlor, rekatholisierte 1624 der neue Herrscher, Herzog Maximilian von Bayern, die Oberpfalz. Im Zuge dieser gegenreformatorischen Maßnahme kamen im November 1627 die ersten Jesuitenpatres nach Hilpoltstein und ins benachbarte Heideck. In Hilpoltstein begann die Mission der Jesuiten mit der Besitznahme der St. Georgenkapelle in der Vorstadt. 
Von Hilpoltstein aus wurden innerhalb von zehn Tagen die umliegenden Landpfarreien mit ihren Filialen rekatholisiert, während sich im Hauptort dies schwieriger gestaltete. Am 26. April 1628 erließ Herzog Maximilian ein Religionspatent, das vorschrieb, dass alle Untertanen innerhalb eines halben Jahres zum katholischen Glauben zurückkehren sollten oder auswandern müssten. Auch nach der Umsetzung dieses Patents – nach drei Jahren waren alle Einwohner wieder katholisch – blieben die Jesuiten noch in Hilpoltstein; 1646 bildeten hier drei Patres, später nur zwei, 1656 vier Patres die Jesuitenresidenz. 1665 wurde die Niederlassung aufgelöst. Fünf Jahre später kamen Franziskaner nach Hilpoltstein und begannen mit dem Bau eines Klosters, das aber nur kurze Zeit Bestand hatte.